# San shimai
San shimai (三姉妹? lett. "Tre sorelle") è una visual novel giapponese della Sakura Soft, pubblicata in giappone dalla JAST il 29 febbraio 1996 per PC-98 e MS-DOS. La versione inglese è stata pubblicata per MS-DOS dalla JAST USA con il titolo Three Sisters' Story, quindi riproposta in una riedizione per Windows insieme a Sakura no kisetsu e Meisō toshi nella JAST USA Memorial Collection. Ad aprile 2019, JAST USA ha lanciato l'iniziativa "JAST USA Classic", una piattaforma online su cui è possibile giocare gratuitamente via browser a vecchi titoli pubblicati, tra gli altri proprio Three Sisters' Story.

## Trama
(Dall'introduzione del gioco)
Koichi ed Eiichi sono due fratelli. Dopo il collasso della sua azienda, loro padre si suicida buttandosi sotto un treno della linea Yamanote di Tokyo. La madre cerca di risanare i debiti lasciati dal marito, ma muore meno di un anno più tardi. I due fratelli vengono separati e accolti come ospiti indesiderati da parenti. Dopo dieci anni, Eiichi torna dal fratello, dicendogli di aver fatto carriera e di essere ora il presidente di un'importante società. Gli confida inoltre, che il collasso della società di loro padre fu causato da un uomo di nome Shoji Okamura, e gli chiede di aiutarlo ad avere vendetta.
Koichi si avvicina così a Shoji Okamura e alle sue tre figlie Yuki, Emi e Risa. Dopo sei mesi, Eiichi riesce a portare Shoji sulla bancarotta, costringendolo a fuggire e nascondersi. Ora vuole rivolgere la sua vendetta verso le sue figlie, per spingerlo a suicidarsi, e chiede a Koichi di aiutarlo in prima linea per questo compito. Questi però, nel frattempo, si è fidanzato con Emi e ha visto il sorriso scomparire dal suo volto e da quello delle sorelle con la fuga del padre. Capisce di essersi affezionato a loro e comincia a nutrire dubbi sul comportamento del fratello, cominciando a chiedersi come abbia fatto ad ottenere tutti i soldi che ora possiede.

## Modalità di gioco
Il gioco si accomuna a molte visual novel del periodo nella modalità di interazione in cui il testo si alterna ad un menu da cui, di solito, sono possibili le tre azioni LOOK-THINK-TALK (guarda, pensa, parla), dopo le quali si accede a un sottomenu dove si decide dove rivolgere l'azione (un ambiente, una persona ecc...). A differenza di molti altri titoli del periodo tuttavia, in alcuni frangenti (specialmente localizzati nella scuola), si potrà agire con una certa libertà, potendo ad esempio decidere dove andare e con chi interagire. Molte scelte ed interazioni compiute durante questa parte della storia sono totalmente opzionali e nel complesso non andranno ad impattare sulla storia principale in alcun modo. Al contrario, pur avendo un unico finale per la sua storia principale, l'epilogo del gioco sarà dato dalle scelte effettuate nelle interazioni con le eroine del gioco, in particolare le tre sorelle.

## Personaggi

### Protagonisti
- Koichi Sanada

Il protagonista del gioco. È uno studente del secondo anno e vive da solo in una casa di fianco a quella degli Okamura, completamente a spese del fratello. Sebbene in principio volesse vendicarsi sulla famiglia Okamura, in seguito capisce di essere in errore.
- Emi Okamura

È la fidanzata di Koichi ed ha la sua stessa età. Dopo la fuga del padre ha smesso di essere una ragazza solare ed allegra e ciò ha colpito lo stesso Koichi.
- Yuki Okamura

È la maggiore delle tre sorelle e ha due anni in più di Emi. Dopo che il padre è fuggito, ha dovuto lasciare l'università per lavorare e mantenere le sorelle. Cerca di non mostrare la sua tristezza e al contrario si comporta come se nulla fosse accaduto.
- Risa Okamura

È la minore delle sorelle ed una studentessa del primo anno. Sembra la meno colpita dalla fuga del padre, ma nasconde come le sorelle una gran tristezza interiore.
- Eiichi Sanada

È il fratello di Koichi ed è presidente di una grossa società. Nutre un profondo odio verso la famiglia Okamura e vuole vendicarsi sulle figlie di Shoji.

### Personaggi secondari
- Shoji Okamura

È il padre delle tre sorelle Okamura e il responsabile del tracollo finanziario del padre di Koichi ed Eiichi.
- Keiko-sensei

È una giovane donna ed è l'insegnante di Koichi.
- Junko-sensei

È l'infermiera della scuola. Oltre a curare le loro ferite fisiche, si preoccupa di guarire anche i loro problemi sociali.
- Kumi Akimoto

È una compagna di scuola di Koichi ed una ginnasta di talento, ma ha il terrore di esibirsi in pubblico.
- Chie Makino

È ragazza del primo anno ed una studentessa che ha problemi a relazionarsi con gli altri.
- Yuko Uchimura

È una compagna di scuola di Koichi ed è il capitano della squadra di atletica.
- Chisato Fujimura

È una ragazza che ha lasciato la scuola per lavorare come prostituta.
- Mana

È una donna che Koichi incontra in un Lingerie Pub e che lo aiuterà più volte durante la storia.
- Aki

È una ragazza che lavora in un locale per adulti e che Koichi incontrerà per indagare sul fratello.
- Yumi

È una ragazza che lavora in un locale per adulti.
- Akiko

È una guardia di sicurezza che lavora nella compagnia di Eiichi.

## Accoglienza
Il gioco è sempre stato apprezzato nel corso degli anni, considerato un capostipite del genere delle visual novel nel mercato occidentale, seppure non privo di difetti. A distanza di oltre 20 anni dalla sua uscita, il gioco viene ricordato per essersi differenziato dalla maggioranza dei titoli del periodo, incentrati unicamente sull'aspetto hentai, che pur essendo presente in modo rilevante rimane da sfondo per dare spazio ad una storia ricca di mistero, che sembra raccontare di vendetta, ma è in realtà redenzione.